# Colonia SARH
Colonia SARH är en ort i Mexiko.   Den ligger i kommunen Jalpa och delstaten Zacatecas, i den centrala delen av landet, 500 km nordväst om huvudstaden Mexico City. Colonia SARH ligger 1 433 meter över havet och antalet invånare är 145.
Terrängen runt Colonia SARH är kuperad åt sydväst, men åt nordost är den platt. Runt Colonia SARH är det ganska glesbefolkat, med 26 invånare per kvadratkilometer. Närmaste större samhälle är Jalpa, 1,7 km öster om Colonia SARH. I omgivningarna runt Colonia SARH växer huvudsakligen savannskog.